# Amelibaea tultschensis
Amelibaea tultschensis är en tvåvingeart som först beskrevs av Brauer och Julius Edler von Bergenstamm 1891.  Amelibaea tultschensis ingår i släktet Amelibaea och familjen parasitflugor. Inga underarter finns listade i Catalogue of Life.